# Брдо Јесењско
Брдо Јесењско је насељено место у саставу општине Јесење у Крапинско-загорској жупанији, Хрватска. До територијалне реорганизације у Хрватској налазило се у саставу старе општине Крапина.

## Становништво
На попису становништва 2011. године, Брдо Јесењско је имало 169 становника.

## Попис1991.
На попису становништва 1991. године, насељено место Брдо Јесењско је имало 235 становника, следећег националног састава:
| Попис 1991.‍ | Попис 1991.‍ | Попис 1991.‍ | Попис 1991.‍ | Попис 1991.‍ |
| ----------- | ----------- | ----------- | ----------- | ----------- |
|             |             |             |             |             |
| Хрвати      | Хрвати      |             | 233         | 99,14%      |
| непознато   | непознато   |             | 2           | 0,85%       |
| укупно: 235 |             |             |             |             |